# Качерно (Кампобасо)
Качерно је насеље у Италији у округу Кампобасо, региону Молизе.
Према процени из 2011. у насељу је живело 61 становника. Насеље се налази на надморској висини од 854 м.